# 马街镇 (宜良县)
马街镇，是中华人民共和国云南省昆明市宜良县下辖的一个镇。

## 行政区划
马街镇下辖以下地区：
马街社区、前卫社区、西边社区、马家冲社区、兴隆村、平田村、洋喜村和华家营村。